# زانکت گورگن اوب یودنبورگ
زانکت گورگن اوب یودنبورگ (به آلمانی: Sankt Georgen ob Judenburg) یک منطقهٔ مسکونی در اتریش است که در مورتال واقع شده‌است. زانکت گورگن اوب یودنبورگ ۴۴٫۳۲ کیلومتر مربع مساحت دارد ۷۳۴ متر بالاتر از سطح دریا واقع شده‌است.